# 副動詞
副動詞（ふくどうし、英: Converb）は、動詞の形が変化して副詞の働きをするようになったものである。
ロシア語には、
1. 不完了体副動詞（副動詞現在）：不完了体の動詞にяを付けて作る。「○○しながら」の意味。
2. 完了体副動詞（副動詞過去）：完了体の動詞にвやшиを付けて作る。「○○してから」の意味。

の2つがある。

## 関連事項
- 形動詞
- 分詞
- en:Transgressive_(linguistics) - バルト・スラヴ語派における副動詞の一種。